# Soto de Cerrato
Soto de Cerrato é um município da Espanha na província de Palência, comunidade autónoma de Castela e Leão, de área 12,79 km² com população de 197 habitantes (2007) e densidade populacional de 16,58 hab/km².

## Demografia
| Variação demográfica do município entre 1991 e 2004 | Variação demográfica do município entre 1991 e 2004 | Variação demográfica do município entre 1991 e 2004 | Variação demográfica do município entre 1991 e 2004 |
| --------------------------------------------------- | --------------------------------------------------- | --------------------------------------------------- | --------------------------------------------------- |
| 1991                                                | 1996                                                | 2001                                                | 2004                                                |
| 246                                                 | 243                                                 | 217                                                 | 212                                                 |